# تيلندسياوات
التيلندسياوات[بحاجة لمصدر] (الاسم العلمي:Tillandsioideae) هي أسرة من النباتات تتبع فصيلة البروميلية من رتبة القبئيات.

## أجناسها
- التيلندسية
- الفريسية
- الوروهية

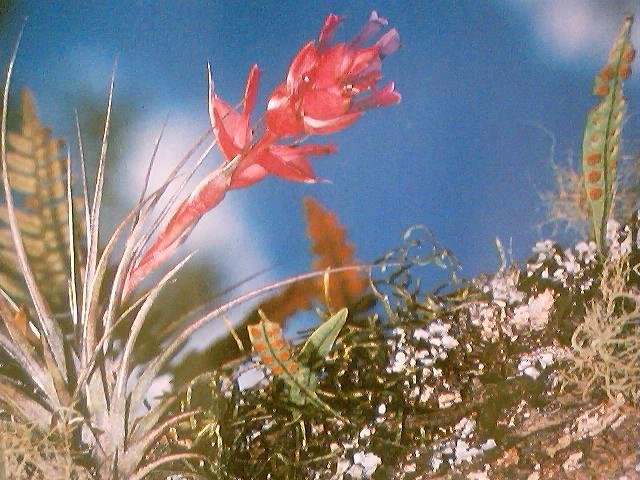
Tillandsia sp.
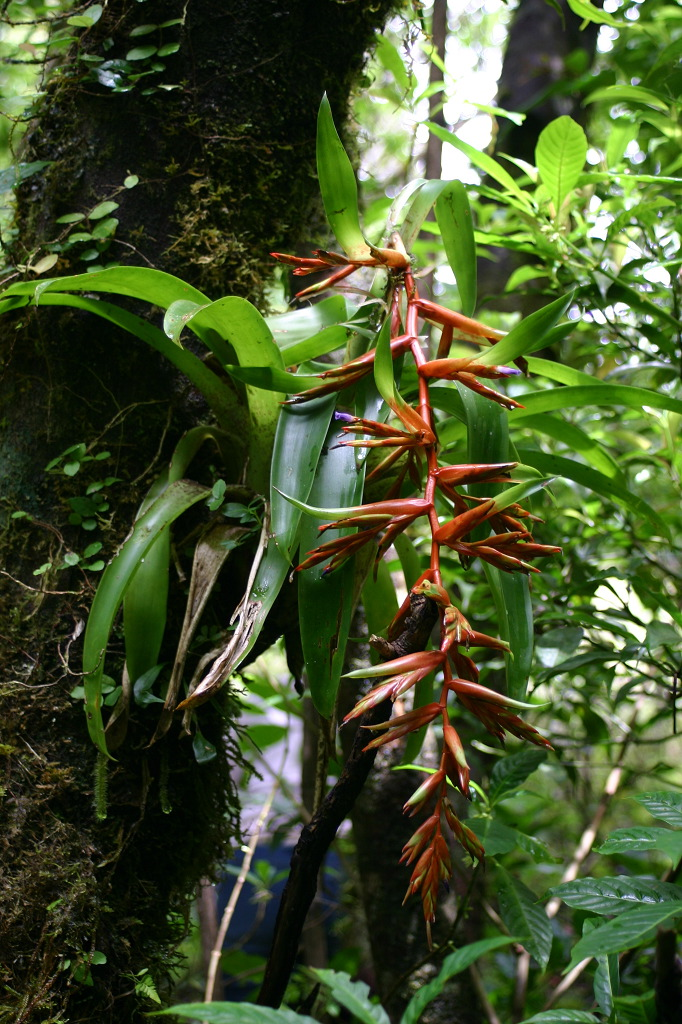
Tillandsia excelsa in bloom
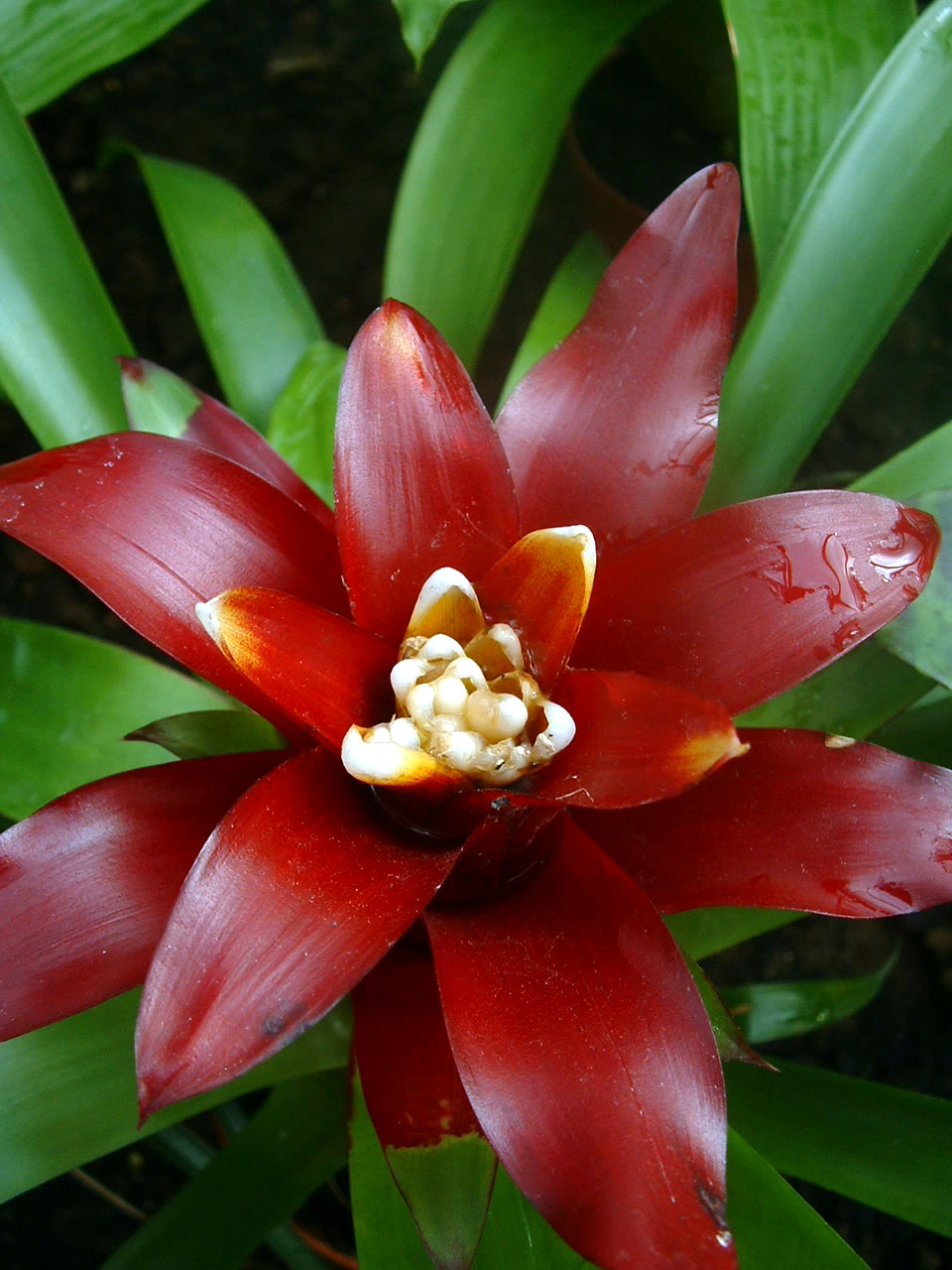
Guzmania lingulata